# Gcina Mhlope

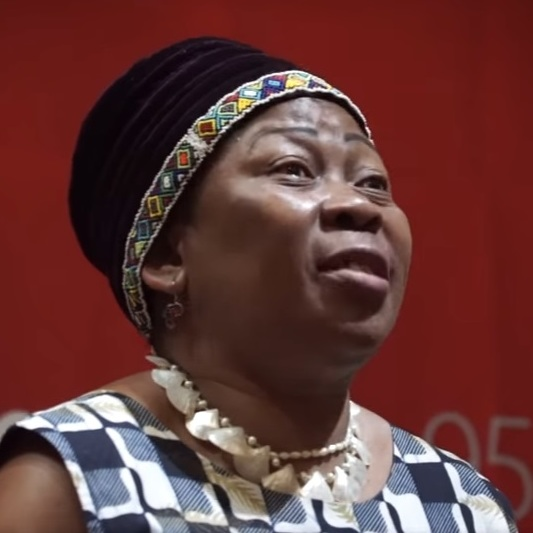
Gcina Mhlophe tại Festival Internacional de Poesía de Medellín năm 2016

Nokugcina Elsie Mhlophe (sinh ngày 24 tháng 10 năm 1958) là một nhà hoạt động, diễn viên, người kể chuyện, nhà thơ, nhà viết kịch, tác giả và nhà văn nổi tiếng người Nam Phi. Kể chuyện là một hoạt động truyền thống sâu sắc ở Châu Phi và Mhlophe là một trong số ít những người kể chuyện phụ nữ ở một đất nước bị nam giới thống trị. Cô làm công việc của mình thông qua các buổi biểu diễn lôi cuốn, làm việc để bảo tồn cách kể chuyện như một phương tiện để giữ cho lịch sử tồn tại và khuyến khích trẻ em Nam Phi đọc sách. Cô kể những câu chuyện của mình bằng bốn thứ tiếng chính của Nam Phi: tiếng Anh, tiếng Nam Phi, tiếng Zulu và tiếng Xhosa.

## Cuộc sống và sự nghiệp
Gcina sinh năm 1958 tại KwaZulu-Natal, có mẹ là người Xhosa và cha là người Zulu. Cô bắt đầu cuộc sống làm việc của mình như một người giúp việc gia đình, sau đó làm việc như một người đọc bản tin tại Press Trust và BBC Radio, sau đó là một nhà văn cho Tìm hiểu và Dạy, một tạp chí dành cho những người mới biết chữ.
Cô bắt đầu hiểu được nhu cầu về những câu chuyện khi ở Chicago vào năm 1988. Cô biểu diễn tại một thư viện trong một khu phố hầu hết là người da đen, nơi một lượng khán giả ngày càng tăng không ngừng mời cô trở lại. Tuy nhiên, Mhlophe chỉ bắt đầu nghĩ đến việc kể chuyện như một nghề nghiệp sau khi gặp Imbongi, một trong những nhà thơ huyền thoại của văn hóa dân gian châu Phi, và sau khi được Mannie Manim, giám đốc của Nhà hát Chợ, thành phố Johannesburg khuyến khích.
Kể từ đó, Mhlophe đã xuất hiện tại các rạp từ Soweto đến London và phần lớn tác phẩm của cô đã được dịch sang tiếng Đức, tiếng Pháp, tiếng Ý, tiếng Thụy Điển và tiếng Nhật. Mhlophe đã đi du lịch nhiều nơi ở Châu Phi và các nơi khác trên thế giới để thực hiện các hội thảo kể chuyện.
Những câu chuyện của Mhlophe kết hợp văn hóa dân gian, thông tin, các vấn đề thời sự, bài hát và thành ngữ. Việc thực hiện ước mơ của Mhlophe là một động lực nội tại và cô truyền nhiệt huyết của mình bằng cách phát triển tài năng trẻ để tiếp tục công việc kể chuyện thông qua Sáng kiến Zanendaba (Mang cho tôi một câu chuyện). Sáng kiến này, được thành lập vào năm 2002, là sự hợp tác với Nhà hát thị trường và READ, một tổ chức xóa mù chữ quốc gia.
Mhlophe hiện đang là người bảo trợ của ASSITEJ Nam Phi, Hiệp hội Nhà hát Quốc tế dành cho Trẻ em và Thanh thiếu niên.